# Prêmio Internacional Cosmos
O Prêmio Internacional Cosmos (em inglês:  International Cosmos Prize) foi estabelecido em 1993, comemorando a Expo '90 em Osaka, Japão. O objetivo do prêmio é desenvolver o conceito básico da Expo '90, "The Harmonious Coexistence between Nature and Mankind". É concedido anualmente pela Commemorative Foundation for the International Garden and Greenery Exposition, Osaka, Japan, 1990 (Expo '90 Foundation).
O prêmio, concedido a uma só pessoa ou equipe, consiste em um louvor, uma medalha e uma quantia em dinheiro de 40 milhões de yens (R$ 1.326.000 pela cotação de 21 de dezembro de 2015).

## Recipientes[2]
- 1993 Ghillean Tolmie Prance
- 1994 Jacques F. Barrau
- 1995 Tatsuo Kira
- 1996 George Schaller
- 1997 Richard Dawkins
- 1998 Jared Diamond
- 1999 Wu Zheng-Yi
- 2000 David Attenborough
- 2001 Anne W. Spirn
- 2002 Estação Científica Charles Darwin
- 2003 Peter H. Raven
- 2004 Julia Carabias Lillo
- 2005 Daniel Pauly
- 2006 Raman Sukumar
- 2007 Georgina Mace
- 2008 Phan Nguyên Hồng
- 2009 Gretchen Cara Daily
- 2010 Estella Leopold
- 2011 The Scientific Steering Committee of the Census of Marine Life
- 2012 Edward Osborne Wilson
- 2013 Robert Treat Paine
- 2014 Philippe Descola
- 2015 Johan Rockström[3]